# Gabriel Thorstensen
Gabriel Thorstensen (Stavanger, 1º settembre 1888 – Stavanger, 14 giugno 1974) è stato un ginnasta norvegese.

## Palmarès

### Olimpiadi
- 1 medaglia:
  - 1 oro (Stoccolma 1912 nel concorso libero a squadre)